# Miracle Records
Miracle Records var ett oberoende amerikanskt skivbolag grundat i Chicago av Leo Leonard "Lee L." Egalnick (1921–2000) och Lewis Conrad "Lew" Simpkins (1918-1953) i juni 1946.
Bolaget gav ut musik i genrerna rhythm and blues, jazz och gospelmusik, Bland artisterna som spelade in på Miracle märks Memphis Slim och Sonny Thompson vars inspelningar av "Messin' Around" respektive "Long Gone" och "Late Fright" alla nådde förstaplatsen på Billboards R&B-lista (då kallad "race records") 1948, vilket ledde till att Miracle placerades på tredje plats på Billboards "Company Labels With The Year's Most Played Race Records" för 1948 (efter King och Capitol, men före Decca, Mercury och Victor).
Efter detta framgångsår gick affärerna dock sämre och Egalnick och Simpkins lade ner bolaget sommaren 1950 i samband med att de (tillsammans med Lee Egalnicks bror Charley) startade Premium Records som, utöver Memphis Slim, även gav ut inspelningar med Miff Mole. Detta bolag höll dock bara i ett år och i juli 1951 startade Simpkins United Record Company med Leonard Allen. Egalnick kämpade vidare en tid inom musikbranschen innan han flyttade till Houston och började i skrotbranschen. I december 1951 köptes större delen av Premiums inspelningar av Chess.